# 奥飛騨酒造
奥飛騨酒造株式会社（おくひだしゅぞう、Okuhida Shuzo Co.,Ltd.）は、岐阜県下呂市金山町に本社及び工場を置く清酒製造メーカーである。
主として、清酒『奥飛騨』『初緑』の製造販売をおこなうが、リキュール、焼酎、ウォッカなどの製造販売も手掛けている。

## 概要
奥飛騨酒造株式会社（旧髙木酒造）は1720年（享保5年）に吉田屋多吉により飛騨金山の地で創業された。江戸後期には尾張藩御用達の酒に選ばれるという栄誉を賜る。「水と緑に囲まれた山里の酒」という意味を込めて尾張藩主より『初緑』と命名され、「初緑」の酒名刻印の版木を下賜された。
蔵元のある岐阜県下呂市金山町は、江戸時代「飛騨街道 金山宿」と言われ、尾張藩、苗木藩、郡上藩、飛騨高山藩（後に幕府直轄地）の4つの藩領境で「飛騨の玄関口」の宿場町として大変栄えていた。
清流「飛騨川」と「馬瀬川」の合流地点ならではの清らかな伏流水が豊富に湧き出る酒造りに適した土地であった。
飛騨街道は町の住人以外の人間や荷車の往来が激しく危険なため、建ち並ぶ民家の隙間に生活用として裏道がたくさん作られ、筋や骨が複雑に絡み合う人間の体に例え「筋骨」と名付けられた。（現在「飛騨金山の筋骨めぐり」と呼ばれ観光名所になっている。）
蔵元本店は1835年（天保6年）に建て替えられ、186年経った2022年6月に下呂市の「景観重要建造物第一号」に指定される。
また、「酒造資料展示室」として「岐阜県まちかど美術館・博物館」に登録されており、約200年前の酒造りの古い道具や貴重な品々が展示されている。その中には、1814年（文化11年）正月8日の蔵元 髙木家結婚式の献立表が残されており、200年前に行われた豪華で丁寧な結婚式の様子が窺えるものや、1830年代からの大福帳（帳簿）が100冊ほど残っており、近隣の地域に広く販売されていた様子がわかる。
明治時代の9代目の頃に使用されていた足踏みオルガンが100年経った今でもよく手入れされ演奏することができる。
9代目が病弱であったため10代目は若くして蔵元を継ぎ、1952年（昭和27年）に髙木酒造株式会社を設立。1959年（昭和34年）にはスピリッツ製造の免許を取得しウォッカ製造を開始した。昭和40年代には瓶詰工場を新築し、手作業だった瓶洗いや酒の充填をいち早く機械化する。1981年（昭和56年）頃より輸出にも力を入れ、シンガポール、香港へと販路を広げる。
11代目（現社長）になってから、最高品質を安定して届けるために大型冷蔵庫を導入し、奥飛騨ブランドと共に、創業銘柄である香り高き生原酒『初緑』を年間通じて販売できるようになる。2014年（平成26年）代表銘柄『奥飛騨』に合わせて、社名を『奥飛騨酒造株式会社』に変更。岐阜県産のお米や果実にこだわり、日本酒のスパークリング、柚子酒、梅酒も製造しており、輸出はさらに中国、欧州へと広がっている。

## 沿革
- 1720年（享保5年10月） - 創業 吉田屋多吉により酒蔵業開始
- 1952年（昭和27年）- 髙木酒造株式会社設立 髙木多吉（公平）社長就任（9代目）
- 1959年（昭和34年）- ウォッカ製造免許の下付
- 1961年（昭和36年）- 造林部を設立
- 1966年（昭和41年）- 髙木富蔵社長就任（10代目）
- 1971年（昭和46年）- 全酒類の卸免許取得
- 1981年（昭和56年）- シンガポールへ輸出開始
- 1984年（昭和59年）- 髙木酒造資料館完成
- 1987年（昭和62年）- 髙木富蔵会長・髙木千宏社長就任（11代目）
- 1989年（平成元年）- 香港へ輸出開始
- 1990年（平成2年）- 髙木富蔵会長 藍授褒章受賞
- 1994年（平成6年）- 成田・関西国際空港 免税店納品
- 1997年（平成9年）- 髙木富蔵会長 勲五等双光旭日賞受賞
- 1998年（平成10年）- 平尾昌昭 50周年パーティー出席 城之内早苗『奥飛騨 星の宿』
- 2006年（平成18年）- タイへ輸出開始
- 2006年（平成18年）- ロシアで開催された主要国首脳会議で小泉純一郎首相がプーチン大統領に「奥飛騨ウォッカ」を手土産にする[6]
- 2014年（平成26年）- 銘柄に合わせて、社名を『奥飛騨酒造株式会社』に変更
- 2016年（平成28年）- 安倍晋三首相とプーチン大統領との日露首脳会談ワーキングディナーで「奥飛騨ウォッカ」が提供される[7]／岐阜県下呂市のふるさと納税の返礼品に選ばれる[8]
- 2022年（令和4年）- 下呂市「景観重要建造物第一号」に指定[9][10]

## 受賞歴
- 2000年（平成12年）- 全国新酒鑑評会 金賞
- 2003年（平成15年）- 全国新酒鑑評会 金賞
- 2005年（平成17年）- 全国新酒鑑評会 金賞
- 2006年（平成18年）- 全国新酒鑑評会 金賞
- 2008年（平成20年）- 全国新酒鑑評会 入賞
- 2009年（平成21年）- 全国新酒鑑評会 入賞
- 2010年（平成22年）- 岐阜県酒造組合連合会主催 新酒鑑評会 本醸造の部 県知事賞
- 2016年（平成28年）- 全国燗酒コンテスト2016 最高金賞『奥飛騨 特別純米酒』／2016 LONDON SAKE CHALLENGE 金賞『特撰純米大吟醸』 銀賞『初緑 純米山廃仕込み』 銅賞『辛口純米奥飛騨』『特撰 大吟醸 奥飛騨』
- 2017年（平成29年）- 岐阜県知事賞 吟醸酒の部 名古屋国税局 優等賞『清酒 奥飛騨』
- 2018年（平成30年）- 全国新酒鑑評会 金賞
- 2019年（令和元年）- ワイングラスで美味しい日本酒アワード 金賞『特撰 大吟醸 奥飛騨』／仏 KuraMaster プラチナ賞『初緑 純米山廃仕込み（金）』／全国新酒鑑評会 入賞
- 2020年（令和2年）- 岐阜県新酒鑑評会 純米吟醸の部 県知事賞（首位）／全国新酒鑑評会 入賞（コロナのため金賞結審無し）／ワイングラスでおいしい日本酒アワード　スパークリング部門 金賞『初緑スパークリング』／全国燗酒コンテ お値打ちぬる燗部門 金賞『奥飛騨 辛口純米』 プレミアム燗酒部門 金賞『奥飛騨 BK濃醇純米吟醸（Orange）』／仏 KuraMaster プラチナ賞『特撰 純米大吟醸 奥飛騨』 ／伊 ミラノ酒チャレンジ 吟醸部門 金賞『奥飛騨 吟醸生囲い』／全国新酒鑑評会 入賞
- 2021年（令和3年）- ボルドー酒チャレンジ 金賞『初緑 特別純米無濾過生原酒（銀）』 金賞『初緑 純米吟醸無濾過生原酒（緑）』／全国燗酒コンテスト プレミアム燗酒部門金賞『奥飛騨 特別純米』／仏 KuraMaster 純米大吟醸酒部門 金賞『初緑 純米大吟醸』 美山錦部門 金賞『初緑 純米吟醸美山錦（橙）』／International Wine Challenge GOLD賞『特撰 大吟醸 奥飛騨』／ワイングラスでおいしい日本酒アワード プレミアム純米酒部門 金賞『初緑 純米吟醸無濾過生原酒（緑）』 -メイン部門 金賞『奥飛騨 純米吟醸 雪』
- 2022年（令和4年）- International Wine Challenge (IWC) 2022」 純米大吟醸酒部門 GOLDメダル 『特撰 純米大吟醸 奥飛騨 720ml』[11]
- 2023年（令和5年）- 岐阜県新酒鑑評会 吟醸酒の部 県知事賞

## 主な商品

### 日本酒 -『奥飛騨』銘
- 奥飛騨 純米大吟醸 1800ml
- 特撰 純米大吟醸 奥飛騨 720ml
- 奥飛騨 大吟醸 1800ml
- 特撰 大吟醸 奥飛騨 720ml
- 特撰 純米吟醸 奥飛騨 720ml
- 奥飛騨 雪 純米吟醸 1800ml ／ 720ml
- 奥飛騨 純米吟醸 300ml
- 奥飛騨 特別純米 1800ml ／ 720ml
- 奥飛騨 純米にごり 720ml
- 合掌造り純米にごり 1800ml ／ 300ml
- 奥飛騨 春にごり酒 500ml
- 奥飛騨 夏にごり酒 500ml
- 奥飛騨 秋にごり酒 500ml
- 奥飛騨 冬にごり酒 500ml
- 奥飛騨 辛口純米 1800m ／ 720ml ／ 300ml
- 奥飛騨 純米カップ 180ml
- 奥飛騨 吟醸生囲い 720ml
- 奥飛騨 特別本醸造 1800ml ／ 720ml
- 奥飛騨 生貯蔵酒 300ml
- 奥飛騨 BK純米大吟醸（Gold） 720ml
- 奥飛騨 BK大吟醸（Silver） 720ml
- 奥飛騨 BK淡麗純米吟醸（Blue） 1800ml ／ 720ml
- 奥飛騨 BK濃醇純米吟醸（Orange） 1800ml ／ 720ml
- 奥飛騨 BK吟醸（Pink） 1800ml ／ 720ml
- 奥飛騨 極寒しぼり 純米大吟醸生原酒 720ml
- 奥飛騨 極寒しぼり 純米吟醸生原酒 720ml
- 奥飛騨 極寒しぼり 吟醸生原酒 720ml
- 奥飛騨 吟醸 720ml
- 奥飛騨 秋あがり純米吟醸 1800ml
- 奥飛騨 秋あがり純米吟醸 720ml
- 奥飛騨 しぼりたて生酒（純米） 1800ml ／ 720ml
- 奥飛騨 新酒純吟（純米吟醸） 1800ml ／ 720ml

### 日本酒 -『初緑』銘
- 初緑 純米吟醸 無濾過生原酒 1800ml ／ 720ml
- 初緑 純米吟醸 無濾過原酒＜火入れ＞ 1800ml ／ 720ml
- 初緑 特別純米 無濾過生原酒 1800ml ／ 720ml
- 初緑 純米大吟醸 720ml
- 初緑スパークリング 300ml

### リキュール
- 奥飛騨 ゆず酒 500ml
- 奥飛騨 うめ酒 500ml

### 焼酎
- 奥飛騨 麦焼酎徳利 900ml
- 奥飛騨 長期貯蔵麦焼酎 720ml
- 奥飛騨 三年貯蔵麦焼酎 720ml
- 奥飛騨 本格むぎ焼酎 720ml
- 奥飛騨 純金箔入米焼酎 720ml
- 奥飛騨 本格いも焼酎 720ml

### ウォッカ
- 奥飛騨 ウォッカ55度 720ml ／ 300ml  [13][14]

### その他商品
- 奥飛騨 甘酒 900ml ／ 500ml
- 新酒 板粕 1kg ／ 500g
- 奥飛騨 大吟醸 ねり粕 1kg ／ 500g
- 奥飛騨 大吟醸 生チョコレート
- 奥飛騨 大吟醸 酒ケーキ
- 奥飛騨 大吟醸 酒粕クリームチーズ

### 食品以外の商品
- 吟醸 酒粕石鹸 手作り【無添加】
- 蔵元特製 初緑 酒屋トートバッグ（大）
- 蔵元特製 奥飛騨 酒袋（小）
- 蔵元特製 奥飛騨 酒屋一升袋
- 蔵元特製 奥飛騨 長前掛け

## アクセス
- JR高山本線 飛騨金山駅から徒歩10分
- 東海環状自動車道 富加関ICより下呂方面へ向かって約45分
- 下呂温泉より国道41号線を岐阜方面へ向かって約30分

- 本店

所在地：岐阜県下呂市金山町金山1984番地
　TEL：0576-32-2033
　営業時間：9：00～17：00
　定休日：日曜日
- 国道売店

所在地：岐阜県下呂市金山町金山
　TEL：0576-32-2833
　営業時間：9：00～17：00
　定休日：水曜日

## ギャラリー

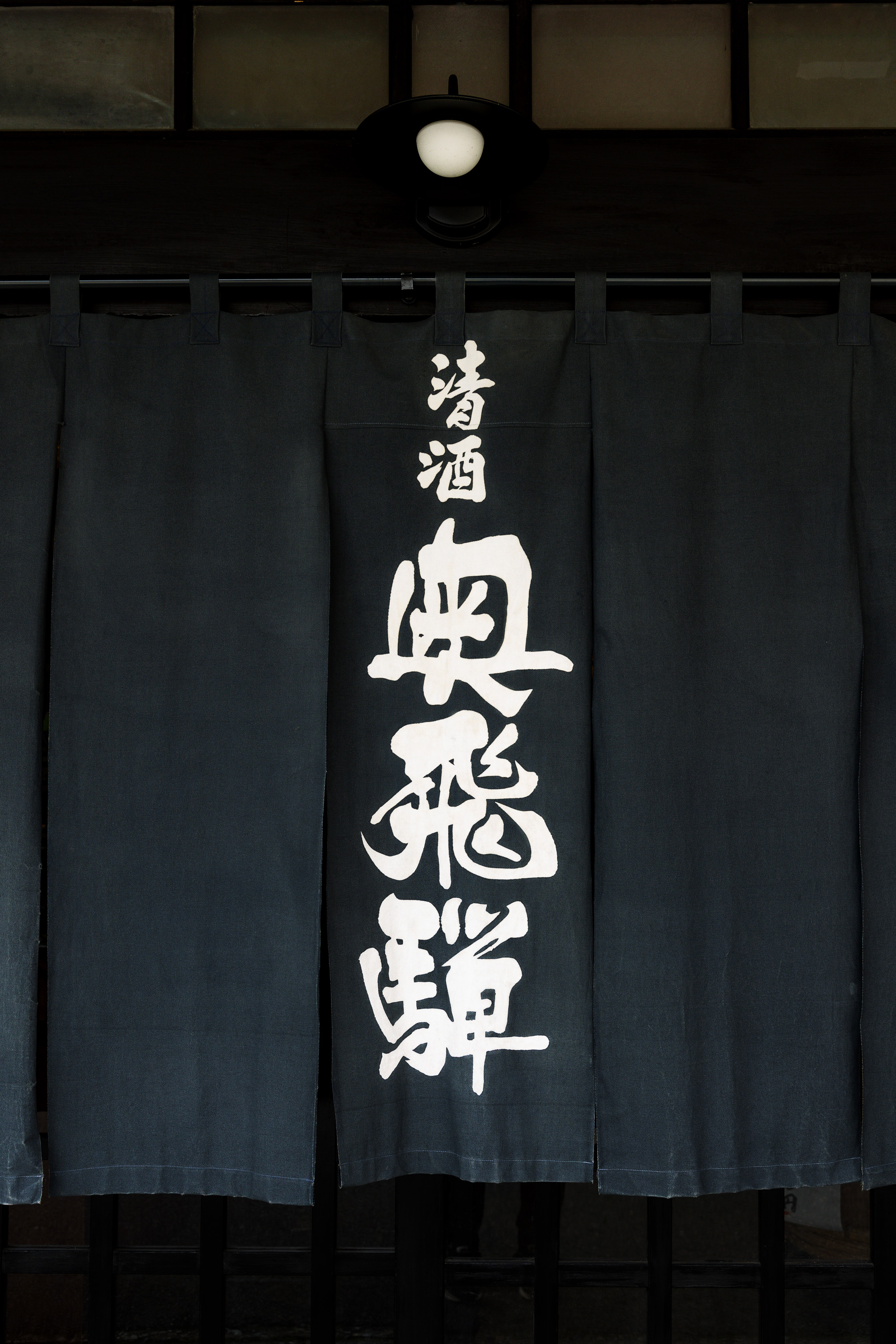
奥飛騨酒造-のれん
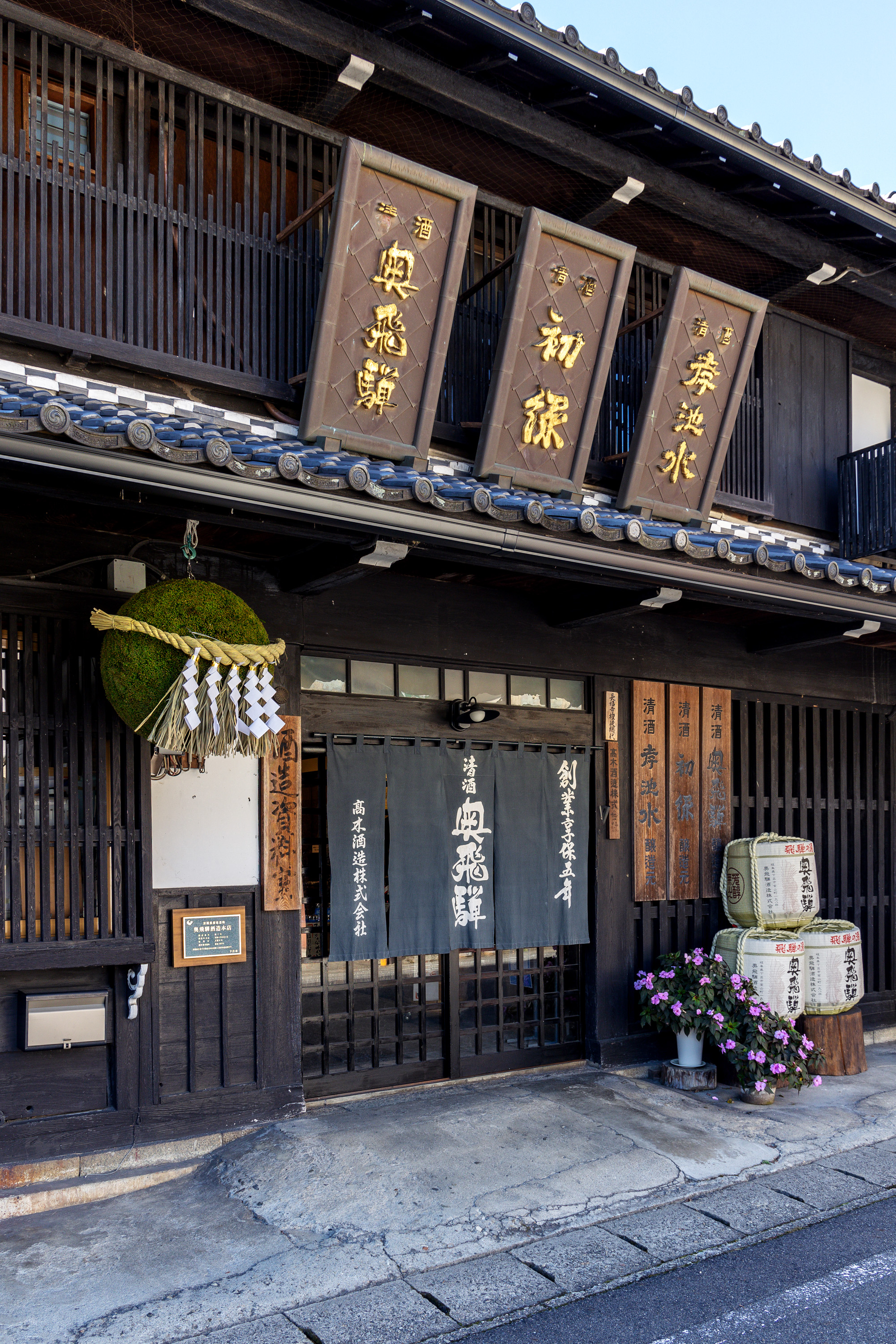
奥飛騨酒造-本店
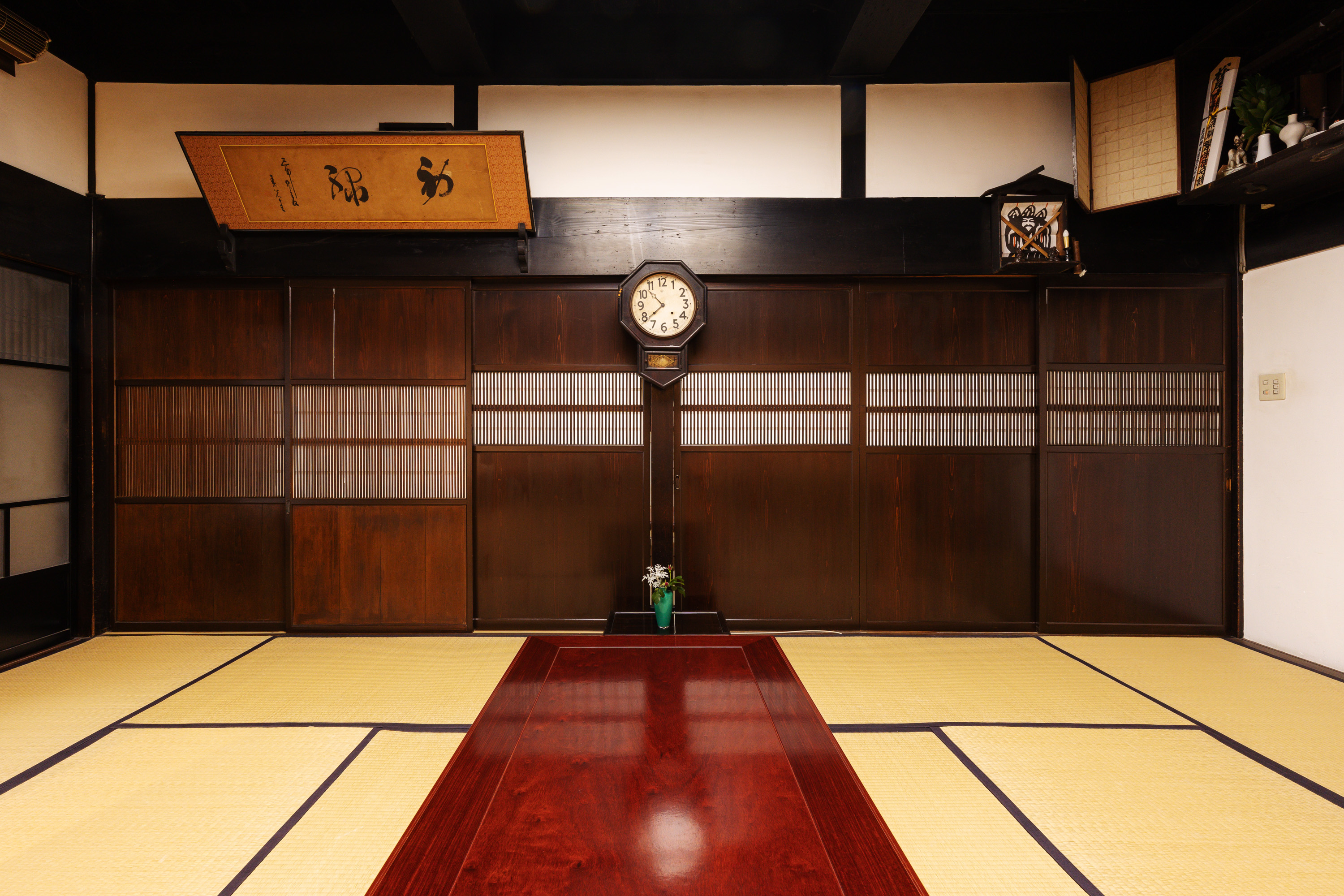
奥飛騨酒造-本店客間
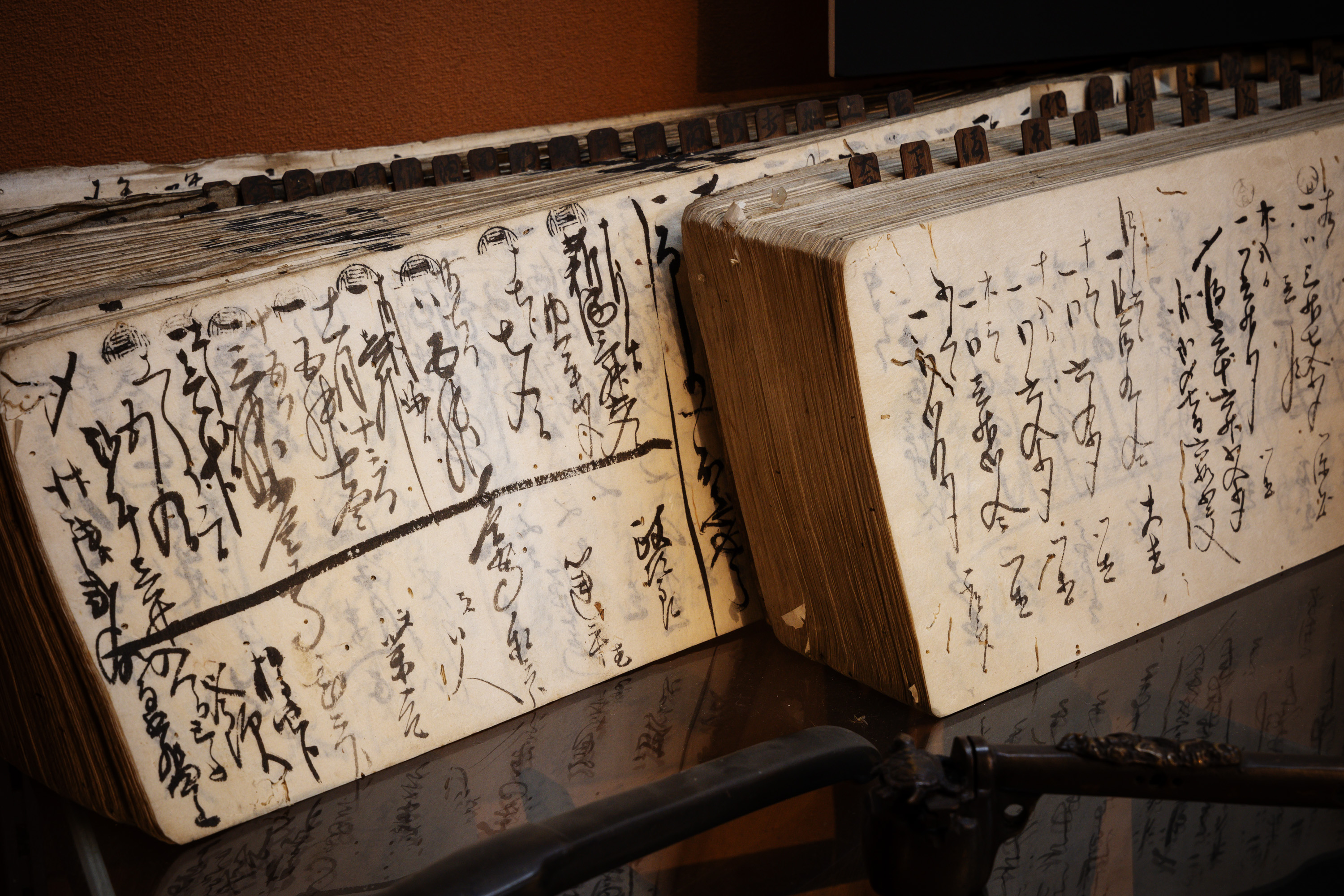
奥飛騨酒造-大福帳（帳簿）
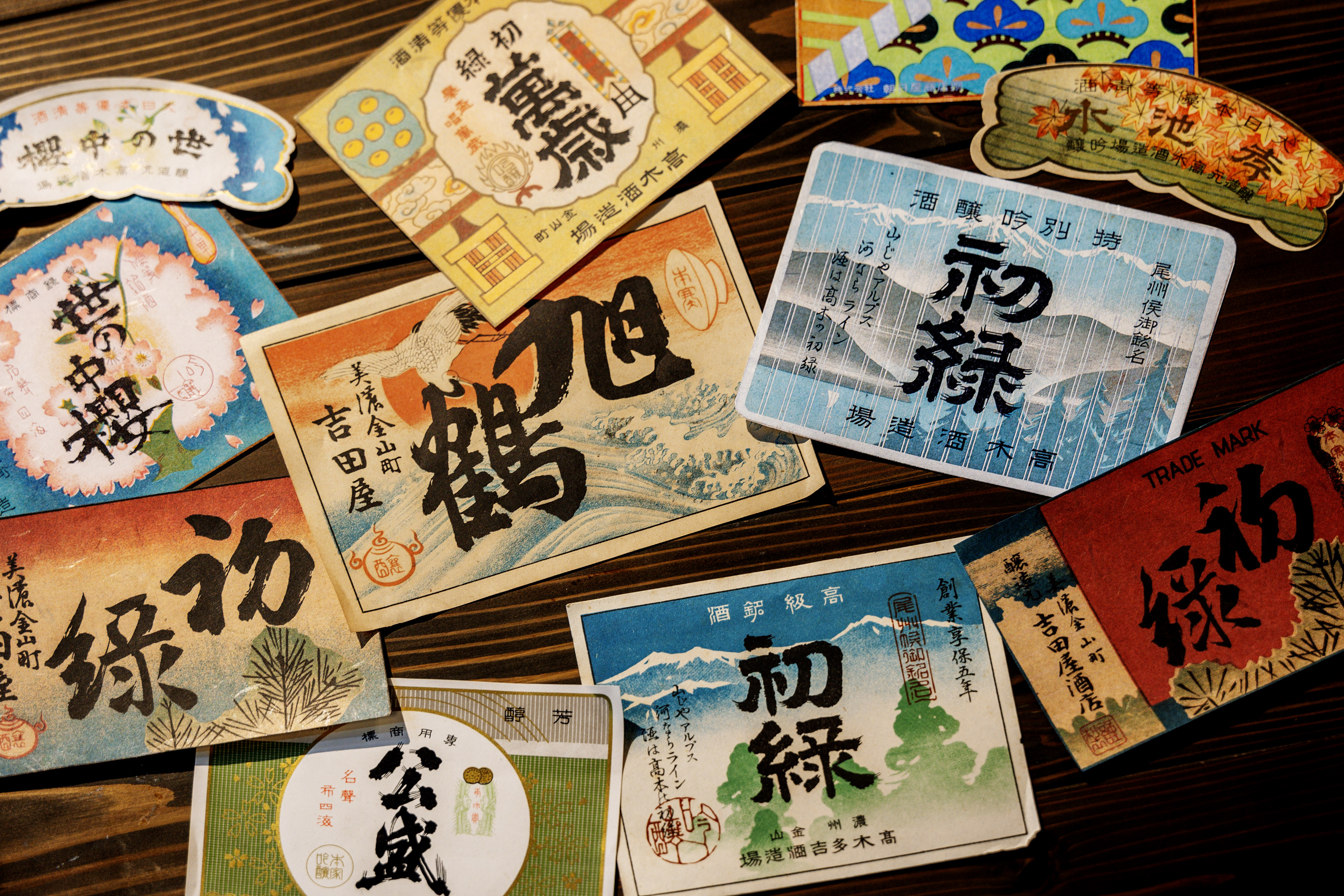
奥飛騨酒造-代々の銘柄のラベル
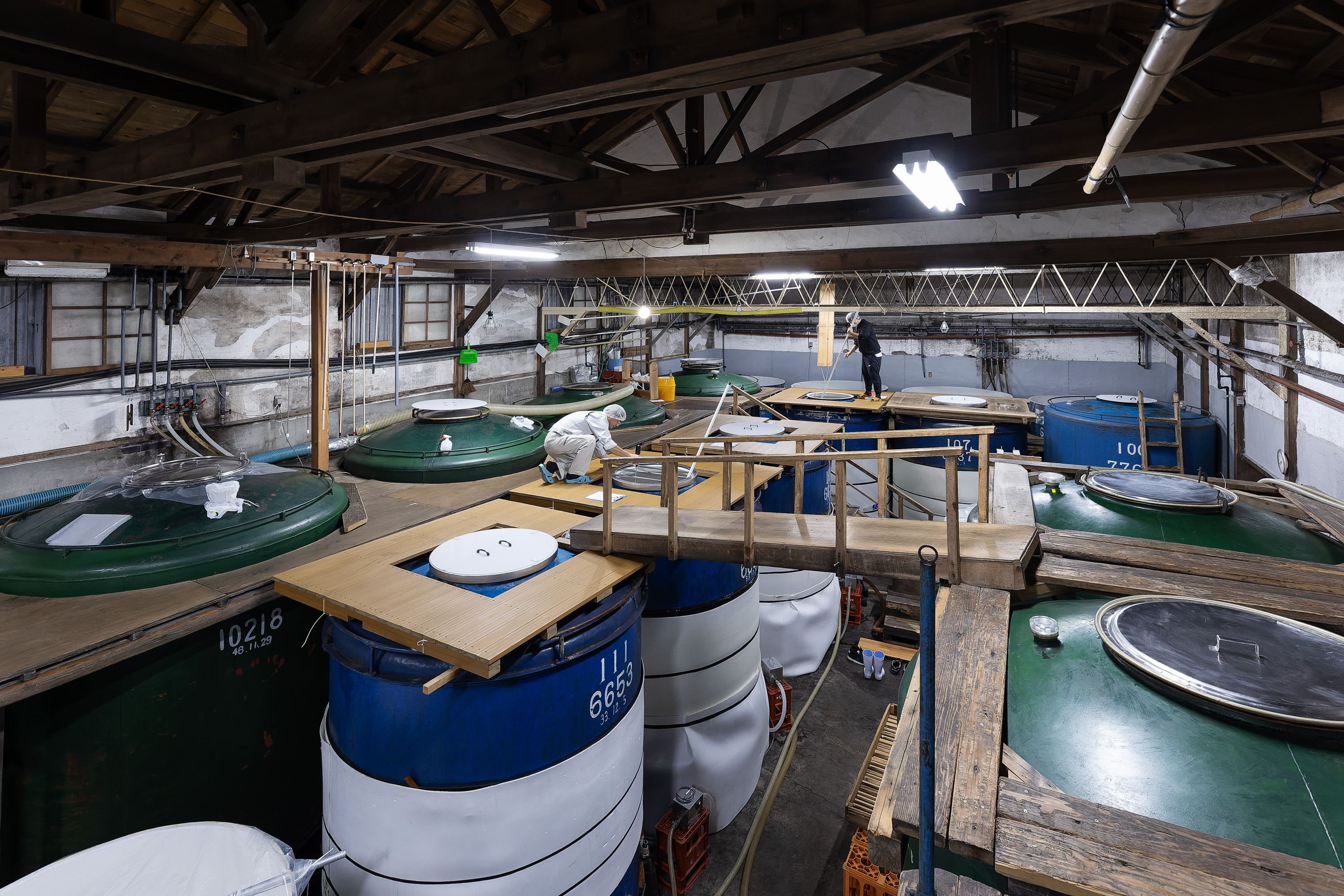
奥飛騨酒造-酒蔵
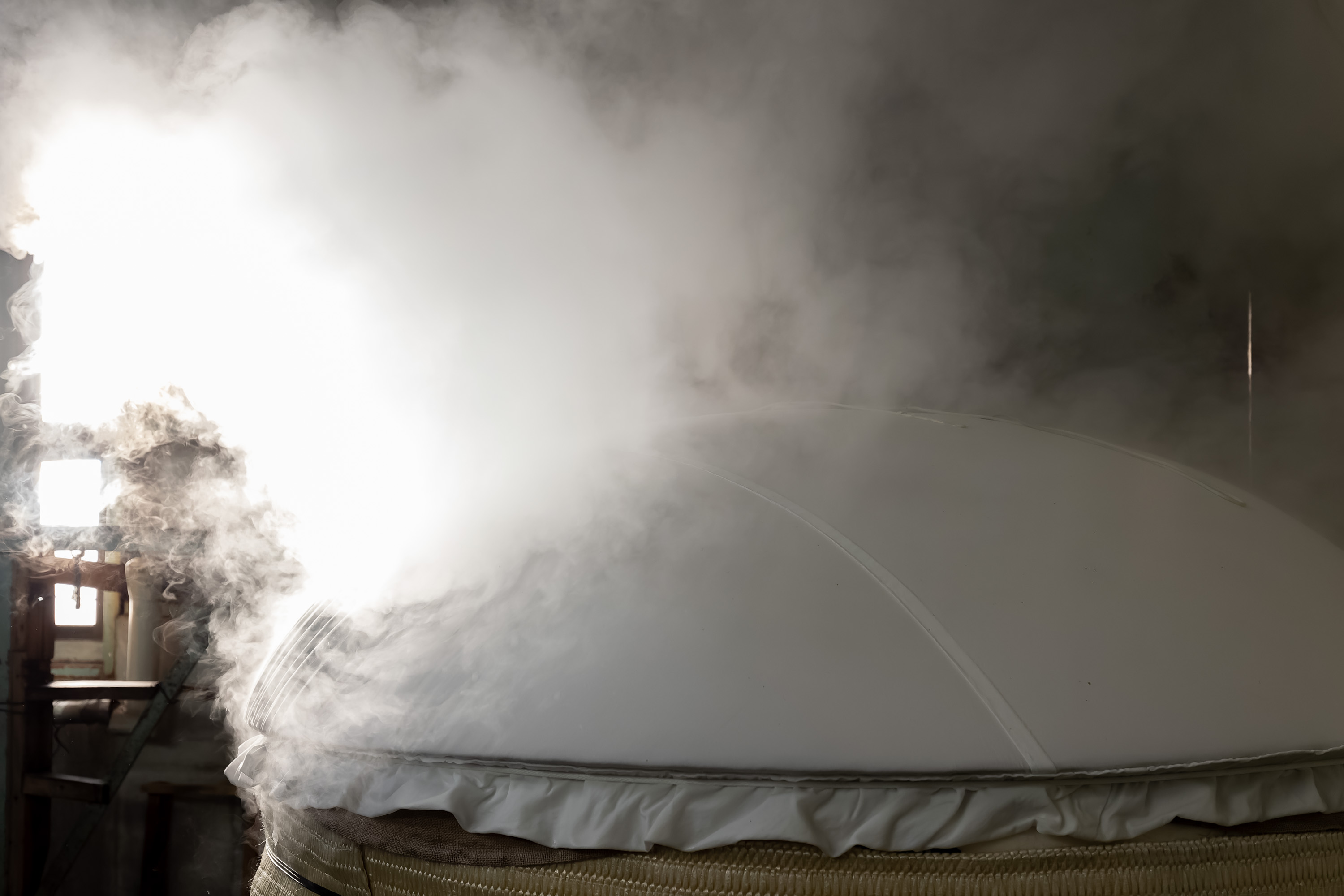
奥飛騨酒造-酒造り 蒸米
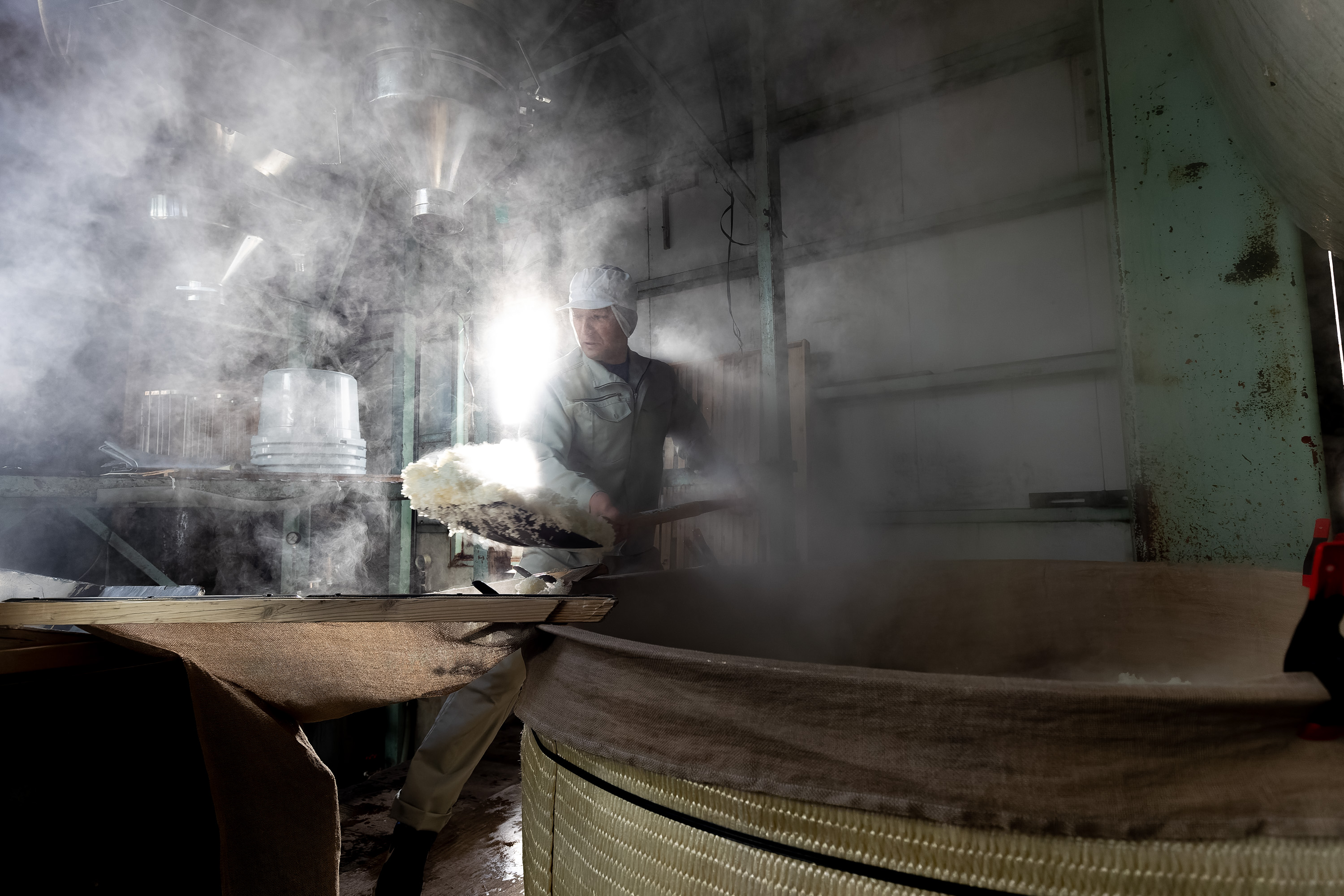
奥飛騨酒造-酒造り 後藤杜氏（とうじ）
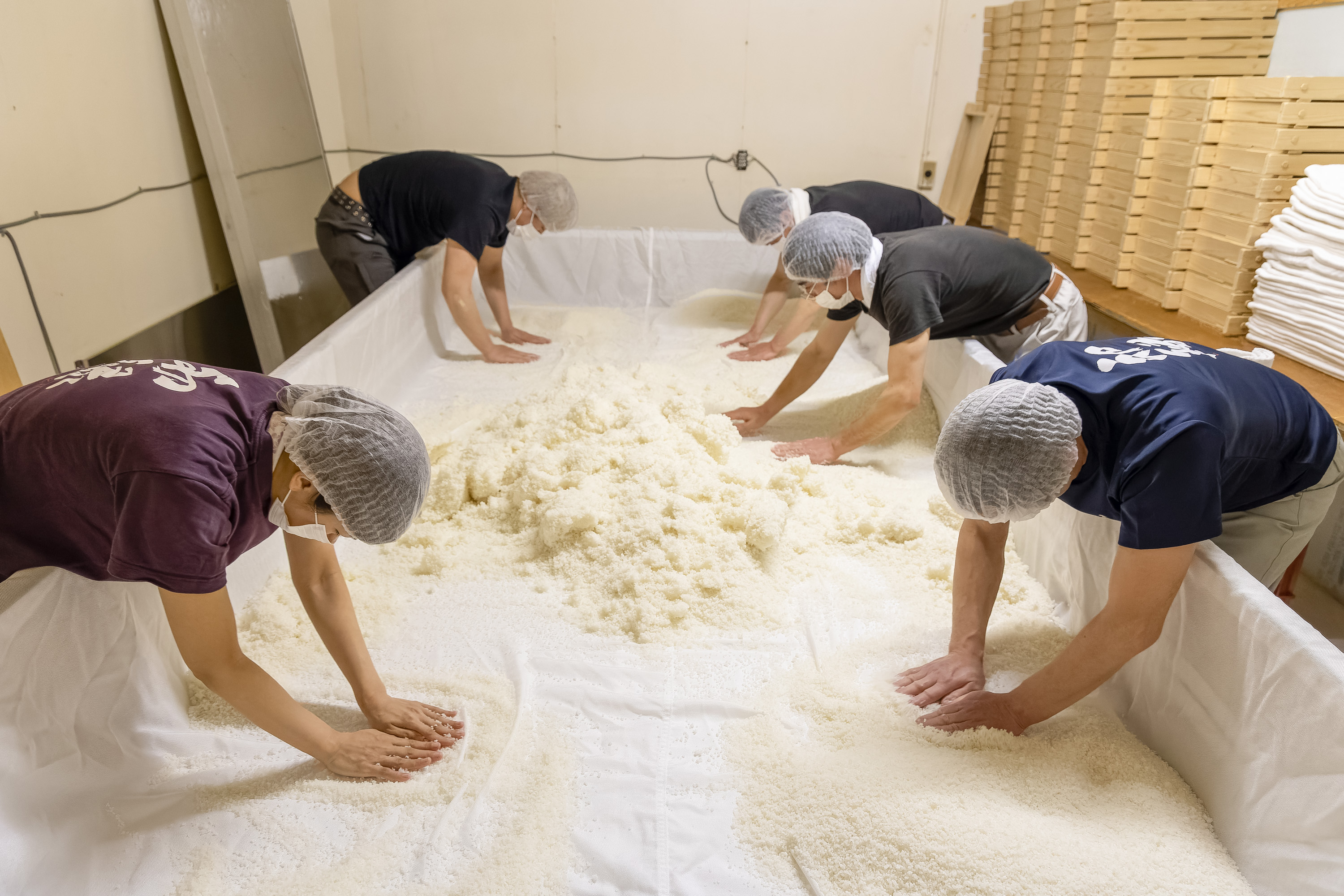
奥飛騨酒造-酒造り 麹（こうじ）造り